# Parlamentswahl in Serbien 2020
- SPS: 32
- Mind.: 19
- SNS: 188
- SPAS: 11

Die Parlamentswahl in Serbien 2020 war ursprünglich für den 26. April geplant, wurde jedoch auf den 21. Juni 2020 verschoben.
Es gebe keine Wahlen, solange das Land gegen das Coronavirus kämpfen müsse, sagte Präsident Aleksandar Vučić am 16. März 2020 im staatlichen Fernsehen. Über ein neues Datum werde erst entschieden, wenn die Krise beendet sei, fügte er hinzu.

## Wahlausgang, Wahlrechtsänderungen und Boykott
Bei den von der Opposition teils boykottierten Wahlen am 21. Juni erhielt die Regierungspartei Serbische Fortschrittspartei (SNS) erneut die absolute Mehrheit der Sitze in der Serbischen Nationalversammlung. Neben dem Boykott führten auch starke Unwetter und Überschwemmungen zu einer niedrigen Wahlbeteiligung von 48,88 % gegenüber 56,1 % im Jahr 2016.
Im Februar 2020 war die Sperrklausel für den Parlamentseinzug von 5 auf 3 Prozent herabgesetzt worden, um eine allzu monotone Zusammensetzung der Volksvertretung abzuwenden. Das neue Parlament setzt sich nun aus 7 verschiedenen Parteien zusammen.

## Wahlergebnis
|                                  | Serbische Fortschrittspartei (SNS)         | 1.953.998 | 63,02 | 188   | +57   |
|                                  | Sozialistische Partei Serbiens (SPS)       | 334.333   | 10,78 | 32    | +3    |
|                                  | Serbische Patriotische Allianz (SPAS)      | 123.393   | 3,98  | 11    | neu   |
|                                  | Bewegung für das Königreich Serbien (POKS) | 85.888    | 2,77  | 0     | −1    |
|                                  | Dosta je bilo (DJB)                        | 73.953    | 2,39  | 0     | −16   |
|                                  | Demokratische Partei Serbiens (DSS)        | 72.085    | 2,32  | 0     | −6    |
|                                  | Vajdasági Magyar Szövetség (VMSZ)          | 72.085    | 2,32  | 9     | +3    |
|                                  | Serbische Radikale Partei (SRS)            | 65.954    | 2,13  | 0     | −22   |
|                                  | Bewegung freier Bürger (PSG)               | 50.765    | 1,64  | 0     | neu   |
|                                  | Serbische Nationalisten (SSZ)              | 45.950    | 1,48  | 0     | neu   |
|                                  | Sonstige                                   | 222.396   | 7,17  | 10    | −17   |
| Wahlbeteiligung                  | Wahlbeteiligung                            | 3.218.763 | 48,88 | −7,19 | −7,19 |
| Quelle: Serbische Wahlkommission |                                            |           |       |       |       |

## Nach der Wahl
Die serbische Wahlbeobachtungskommission CRTA befand, dass die Parlamentswahl nur ein Minimum an demokratischen Standards erfüllte und insgesamt die Demokratie gefährde. Es wurden doppelt soviele Zwischenfälle (z. B. Stimmenkauf und Mehrfachabstimmungen) festgestellt wie bei der vorangegangenen Wahl 2016. Seit der Unabhängigkeit des Landes sei die Wahl die „schlechteste“ gewesen. An der Rechtmäßigkeit des Ergebnisses bestünden aber keine Zweifel. 
Die OSZE bescheinigte eine im Angesicht der COVID-19-Pandemie effizient durchgeführte Wahl, bemängelte aber, dass nach der Wahl 2016 erfolgte Verbesserungsvorschläge unter anderem im Bereich der Wahlkampffinanzierung und der Wahlorganisation nicht umgesetzt worden seien.